# Halmágyi Sándor (dalszövegíró)
Halmágyi Sándor (Budapest, 1929. október 13. – Szombathely, 2018. február 21.) magyar dalszövegíró, építész. Ötletes, hangulatos dalszövegeivel a táncdalfesztiválok idején tűnt fel.

## Élete
Főiskolai végzettséget szerzett építészetből 1949-ben. Munkahelye az Állami Építéstudományi Tervező Iroda volt, ahol több budapesti beruházás tervezésében vett részt. Dalszerzőként első ízben 1963-ban jelent meg a közönség előtt, de igazi sikereit a táncdalfesztiválok jelentették. Első sikere Korda György előadásában a Nem vagyok ideges 1963-ban. Sikerén felbuzdulva már az első táncdalfesztiválon is indult, és két dalával is döntős lett. Sok-sok társszerzője között érdemes említeni Auth Edét, Szentirmai Ákost és Tomsits Rudolfot. Az ISWC adatbázisában 129 szerzeménnyel szerepel, hanglemezen, vagy rádiófelvételen további húsz dala lelhető fel. Előadói között említést érdemel Harangozó Teréz, Koncz Zsuzsa, Kovács Kati, Máté Péter, Zalatnay Sarolta.

## Szerzeményei
Az alábbi listán csaknem valamennyi szerzeménye megtalálható

| szerzők                                               | cím                                          | ISWC            | előadó             |
| ----------------------------------------------------- | -------------------------------------------- | --------------- | ------------------ |
| Auth Ede-Halmágyi Sándor                              | Az vessen rám követ                          | T-007.000.101-2 | Koós János         |
| Idrányi Iván-Halmágyi Sándor                          | Egy régi házat bontanak                      | T-007.000.266-2 | Kiss Manyi         |
| Auth Ede-Halmágyi Sándor                              | Hálát érdemel a sors                         | T-007.000.405-5 | Vámosi János       |
| Auth Ede-Halmágyi Sándor                              | Hol jár az eszem                             | T-007.000.453-3 | Zalatnay Sarolta   |
| Wolf Péter-Halmágyi Sándor                            | Jó szerencsét                                | T-007.000.518-3 | Kovács Kati        |
| Auth Ede-Halmágyi Sándor                              | Két szék között                              | T-007.000.580-9 |                    |
| Auth Ede-Halmágyi Sándor                              | Nem tudok nem gondolni rád                   | T-007.000.808-0 | Koós János         |
| Auth Ede-Halmágyi Sándor                              | Egy kicsiny szép                             | T-007.001.428-6 | Auth Csilla        |
| Auth Ede-Halmágyi Sándor                              | Furcsa játék ez az élet                      | T-007.001.429-7 | Máté Péter         |
| Berki Géza-Halmágyi Sándor                            | Csudajó fej                                  | T-007.001.914-5 | Karda Beáta        |
| Deák Tamás-Halmágyi Sándor                            | Én egyetértek                                | T-007.003.148-9 | Németh József      |
| Dobsa Sándor–Halmágyi Sándor                          | Félútról az ember visszanéz                  | T-007.003.234-6 | Kovács Kati        |
| Fáy Kovács Attila-Halmágyi Sándor                     | Ezt kell szeretni                            | T-007.003.899-1 | Szécsi Pál         |
| Latzin Norbert-Halmágyi Sándor                        | Skót dudás                                   | T-007.004.496-0 | Bergendy-együttes  |
| Máté Péter–Halmágyi Sándor                            | Azt súgta a szél                             | T-007.004.504-3 | Máté Péter         |
| Szentirmai Ákos-Halmágyi Sándor                       | Csak a nőkön nem fog az idő                  | T-007.004.505-4 | Tolnay Klári       |
| Szentirmai Ákos-Halmágyi Sándor                       | A csillagok örökké élnek                     | T-007.004.506-5 | Ruttkai Éva        |
| Máté Péter-Halmágyi Sándor                            | Miért félsz, míg engem látsz                 | T-007.004.507-6 | Máté Péter         |
| Kozák Péter–Halmágyi Sándor                           | Most légy okos Domokos                       | T-007.004.508-7 | Kozák Péter        |
| Tomsits Rudolf–Halmágyi Sándor                        | Nekem jó így, ahogy van                      | T-007.004.509-8 | Zalatnay Sarolta   |
| Szentirmai Ákos-Halmágyi Sándor                       | Soha nem hittem volna                        | T-007.004.510-1 | Tolnay Klári       |
| Tomsits Rudolf–Halmágyi Sándor                        | Süvít a szél                                 | T-007.004.511-2 | Máté Péter         |
| Tomsits Rudolf–Halmágyi Sándor                        | Utánam a vízözön (Nach mir die Sintflut)     | T-007.004.512-3 | Poór Péter         |
| Tomsits Rudolf–Halmágyi Sándor                        | Utánam a vízözön По Мне, Хоть Трава Не Расти |                 | Каталин Шароши     |
| Tomsits Rudolf–Halmágyi Sándor                        | Ördögtánc (Teufelstanz)                      | T-007.004.513-4 | Harangozó Teri     |
| Szentirmai Ákos-Halmágyi Sándor                       | Nem irígylem az ifjúkort                     | T-007.009.239-5 | Mensáros László    |
| Németh Gábor–Halmágyi Sándor                          | Várj te kislány                              | T-007.048.388-3 | Ernyei Béla        |
| Tóth Zoltán–Halmágyi Sándor                           | Majd ha fagy                                 | T-007.061.374-9 | Bencze Márta       |
| Tóth Zoltán–Halmágyi Sándor                           | Az ember mindig úgy rohan                    | T-007.061.577-8 |                    |
| Tóth Zoltán–Halmágyi Sándor                           | Alszik a Balaton                             | T-007.061.580-3 | Jelen Edina        |
| Tóth Zoltán–Halmágyi Sándor                           | Egy a fontos                                 | T-007.061.586-9 | Bencze Márta       |
| Tóth Zoltán–Halmágyi Sándor                           | Egy dal, egy kép                             | T-007.061.587-0 |                    |
| Tóth Zoltán–Halmágyi Sándor                           | Éjfél után                                   | T-007.061.588-1 |                    |
| Tóth Zoltán–Halmágyi Sándor                           | Emlék                                        | T-007.061.590-5 |                    |
| Tóth Zoltán–Halmágyi Sándor                           | Hány óra lehet                               | T-007.061.593-8 |                    |
| Tóth Zoltán–Halmágyi Sándor                           | Jósolták                                     | T-007.061.596-1 |                    |
| Tóth Zoltán–Halmágyi Sándor                           | Mi a csoda                                   | T-007.061.597-2 |                    |
| Tóth Zoltán–Halmágyi Sándor                           | Mire jó                                      | T-007.061.598-3 |                    |
| Tóth Zoltán–Halmágyi Sándor                           | Nyáron mindig így búcsúzol                   | T-007.061.599-4 |                    |
| Tóth Zoltán–Halmágyi Sándor                           | Őszintén                                     | T-007.061.601-1 |                    |
| Tóth Zoltán–Halmágyi Sándor                           | Visszatérnek                                 | T-007.061.603-3 |                    |
| Tóth Zoltán–Halmágyi Sándor                           | Nem leszel emlék                             | T-007.061.624-8 |                    |
| Auth Ede-Halmágyi Sándor–Faragó István                | Hol jár az eszem                             | T-007.082.194-1 | Faragó István      |
| Auth Ede–Halmágyi Sándor                              | A kutyának se kell                           | T-007.082.197-4 | Ambrus Kyri        |
| Auth Ede–Halmágyi Sándor                              | Nekem nincs nagy igényem                     | T-007.082.202-4 |                    |
| Auth Ede–Halmágyi Sándor                              | Nem akarok szólni                            | T-007.082.203-5 |                    |
| Auth Ede–Halmágyi Sándor                              | Sose adom fel                                | T-007.082.208-0 |                    |
| Auth Ede–Halmágyi Sándor                              | Volt nekem eg nagypapám                      | T-007.082.211-5 |                    |
| Auth Ede–Halmágyi Sándor                              | Álmaimból ne űzz soha tréfát                 | T-007.082.214-8 | Tárkányi Tamara    |
| Gara György Miklós–Halmágyi Sándor-Csoór Gáspár       | Visszajövök hozzád                           | T-007.092.464-9 | Gara György        |
| Csányi László–Halmágyi Sándor                         | Rövidek a mézeshetek                         | T-007.092.620-3 |                    |
| Deák Tamás–Halmágyi Sándor                            | Minden évszak                                | T-007.093.760-8 | Koós János         |
| Deák Tamás–Halmágyi Sándor                            | Szeretnélek                                  | T-007.094.517-3 | Kovács Kati        |
| Deák Tamás–Halmágyi Sándor                            | Autó a divat                                 | T-007.094.521-9 | Szántó Erzsi       |
| Deák Tamás–Halmágyi Sándor                            | Erdőtűz                                      | T-007.094.524-2 | Németh József      |
| Deák Tamás–Halmágyi Sándor                            | Minden óra körbejár                          | T-007.094.532-2 | Vámosi János       |
| Deák Tamás–Halmágyi Sándor                            | Így sohasem vártam én                        | T-007.094.549-1 | Bencze Márta       |
| Dobsa Sándor–Halmágyi Sándor                          | Jössz te még                                 | T-007.094.930-2 | Balás Eszter       |
| Dobsa Sándor–Halmágyi Sándor                          | Még van időnk rá                             | T-007.094.935-7 | Kovács Kati        |
| Dobsa Sándor–Halmágyi Sándor                          | Lássuk, miből élünk                          | T-007.094.958-4 | Miklósi Péter      |
| Elek Ilona–Halmágyi Sándor                            | Nem tudja a jobbkéz                          | T-007.096.203-6 | Szécsi Pál         |
| Fáy András Attila–Halmágyi Sándor                     | Töröm a fejemet                              | T-007.099.411-4 | Harangozó Teri     |
| Gara György Miklós–Halmágyi Sándor                    | A szél most útrakél                          | T-007.100.522-5 | Gara György        |
| Tomsits Rudolf–Halmágyi Sándor                        | Elvesztettem a jókedvemet                    | T-007.103.825-9 | Poór Péter         |
| Tomsits Rudolf–Halmágyi Sándor                        | Voltam már jó, s rossz                       | T-007.103.826-0 | Kovács Kati        |
| Hoffmann Sándor–Halmágyi Sándor                       | Te vagy a tanúm, folyó                       | T-007.103.827-1 |                    |
| Tomsits Rudolf–Halmágyi Sándor                        | Csak szép lehetek, okos nem                  | T-007.103.930-9 | Korda György       |
| Tomsits Rudolf–Halmágyi Sándor                        | Egy kiló vidámság                            | T-007.103.931-0 | Harmónia vokál     |
| Máté Péter-Halmágyi Sándor                            | Hagyjuk, Ibolykám                            | T-007.103.932-1 | Máté Péter         |
| Tomsits Rudolf–Halmágyi Sándor                        | Haverom a tavasz                             | T-007.103.933-2 | Máté Péter         |
| Szentirmai Ákos–Halmágyi Sándor                       | Himnusz a szeretetről                        | T-007.103.934-3 | Psota Irén         |
| Tomsits Rudolf–Halmágyi Sándor                        | Holnap is                                    | T-007.103.935-4 | Máté Péter         |
| Kovacsics András–Halmágyi Sándor                      | Maradj még kicsit velem                      | T-007.103.936-5 | Syconor Együttes   |
| Szentirmai Ákos–Halmágyi Sándor                       | Mindig én adok                               | T-007.103.937-6 | Psota Irén         |
| Wolf Péter–Halmágyi Sándor                            | Piros színű kerékpár                         | T-007.103.938-7 |                    |
| Tomsits Rudolf–Halmágyi Sándor                        | Ráz a villamos                               | T-007.103.939-8 | Kovács Kati        |
| Wolf Péter–Halmágyi Sándor                            | Szép kiskatonám                              | T-007.103.940-1 | Harangozó Teri     |
| Tomsits Rudolf–Halmágyi Sándor                        | Verje meg a búbánat                          | T-007.103.941-2 | Rakonczay Ervin    |
| Latzin Norbert–Halmágyi Sándor                        | Eszpresszóban                                | T-007.103.942-3 |                    |
| Kovacsics András–Halmágyi Sándor                      | Csavargók utcája                             | T-007.113.227-8 | Universal Együttes |
| Kovacsics András–Halmágyi Sándor                      | Hogy volt                                    | T-007.113.230-3 |                    |
| Kovacsics András–Halmágyi Sándor                      | Hogyha te jössz                              | T-007.113.231-4 |                    |
| Kovacsics András–Halmágyi Sándor                      | Most voltam kis gyerek                       | T-007.113.234-7 |                    |
| Kovacsics András–Halmágyi Sándor                      | Sírtál, ne is titkold                        | T-007.113.236-9 |                    |
| Kovacsics András–Halmágyi Sándor                      | Volt egy álmom                               | T-007.113.238-1 | Syconor Együttes   |
| Kovacsics András–Halmágyi Sándor                      | Útvesztő                                     | T-007.113.241-6 |                    |
| Máté Péter–Halmágyi Sándor                            | Mindent semmiért                             | T-007.120.225-9 | Máté Péter         |
| Németh Gábor–Halmágyi Sándor                          | Senkitől se félek                            | T-007.122.576-7 | Kuna Magdolna      |
| Szentirmai Ákos–Halmágyi Sándor                       | Vallomás a városról                          | T-007.131.492-5 |                    |
| Tomsits Rudolf–Halmágyi Sándor                        | Az ablakom a mennyországra néz               | T-007.134.543-1 | Zalatnay Sarolta   |
| Tomsits Rudolf–Halmágyi Sándor                        | Színes tollú szép madár                      | T-007.134.597-5 | Délány Sarolta     |
| Turán László–Halmágyi Sándor                          | Egy nap volt, meg egy éj                     | T-007.134.833-8 | Sebestyén Ági      |
| Turán László–Halmágyi Sándor                          | Meditáció                                    | T-007.134.835-0 |                    |
| Turán László–Halmágyi Sándor                          | Ne kérdezz semmiről                          | T-007.134.836-1 | Kiss Kati          |
| Turán László–Halmágyi Sándor                          | Nyári Mikulás                                | T-007.134.837-2 | Késmárky Marika    |
| Végvári Ádám–Halmágyi Sándor                          | Szálljatok, felhők                           | T-007.136.660-3 |                    |
| Wolf Péter–Halmágyi Sándor                            | Lassan a testtel                             | T-007.138.225-6 | Koós János         |
| Zwolenszky Ferenc–Halmágyi Sándor                     | Voltam én is egyedül                         | T-007.138.710-4 |                    |
| Mészáros Ágnes–Halmágyi Sándor                        | Itt van                                      | T-007.159.390-2 |                    |
| Auth Ede–Halmágyi Sándor                              | Új barátért el ne hagyd a régit              | T-007.160.493-7 | Poór Péter         |
| Berki Géza–Halmágyi Sándor                            | Nem írom alá                                 | T-007.160.733-4 | Kohut Ági          |
| Deák Tamás–Halmágyi Sándor                            | Távoli hang                                  | T-007.161.088-2 |                    |
| Dobsa Sándor–Halmágyi Sándor                          | Csak megtűrt vendég                          | T-007.161.109-0 |                    |
| Dobsa Sándor–Halmágyi Sándor                          | Szerelem nélkül mit érne az élet             | T-007.161.117-0 | Szalay Erzsi       |
| Körmendi Vilmos–Halmágyi Sándor                       | Tánczenei randevú                            | T-007.162.008-0 |                    |
| Körmendi Vilmos–Halmágyi Sándor                       | Úgye, lehet                                  | T-007.162.009-1 | Koncz Zsuzsa       |
| Nádas Gábor–Halmágyi Sándor                           | Te, szerelem                                 | T-007.162.438-8 |                    |
| Tomsits Rudolf–Halmágyi Sándor                        | Üzenet                                       | T-007.167.789-8 | Kovács Ferenc      |
| Szentirmai Ákos–Halmágyi Sándor–Váradi Gyula          | Maradj meg mix                               | T-007.172.206-9 | Váradi Roma Café   |
| Auth Ede–Halmágyi Sándor                              | Kis butám                                    | T-007.174.648-9 | Zalatnay Sarolta   |
| Deák Tamás–Halmágyi Sándor                            | Nem vagyok ideges                            | T-007.174.799-3 | Korda György       |
| Deák Tamás–Halmágyi Sándor                            | Ez a baj                                     | T-007.176.961-3 | Mátrai Zsuzsa      |
| Dobos Attila–Halmágyi Sándor                          | Elpattant egy húr                            | T-007.192.528-4 | Koós János         |
| Dobos Attila–Dobos Emőke–Halmágyi Sándor              | Minden ember boldog akar lenni               | T-007.192.552-4 | Harangozó Teri     |
| Dobos Attila–Halmágyi Sándor                          | Nyáréji látomás                              | T-007.192.566-0 | Vámosi János       |
| Lovas Róbert–Dieter Schneider–Halmágyi Sándor         | Végre, végre                                 | T-007.199.727-7 | Koncz Zsuzsa       |
| Stark Tibor–Halmágyi Sándor                           | Felhőkben jár, de szertem                    | T-007.218.199-7 | Záray Márta        |
| Tomsits Rudolf–Halmágyi Sándor                        | Nekem több van egy kerékkel                  | T-007.219.798-8 | Németh József      |
| Tomsits Rudolf–Halmágyi Sándor                        | Szervusz, te régvárt fiú                     | T-007.266.223-7 | Késmárky Marika    |
| Vujicsics Tihamér–Halmágyi Sándor                     | Akarsz-e játszani                            | T-007.295.486-9 |                    |
| Lovas Róbert–Halmágyi Sándor                          | Végre itt vagy már velem                     | T-007.318.200-9 | Koncz Zsuzsa       |
| Lovas Róbert–Halmágyi Sándor                          | Majd, ha beszél a jég                        | T-800.187.711-9 | Kovács Kati        |
| Lovas Róbert–Halmágyi Sándor                          | Nem sírok, ne félj                           | T-800.187.723-3 | Zalatnay Sarolta   |
| Lovas Róbert–Halmágyi Sándor                          | Végre, végre                                 | T-801.125.831-5 | Koncz Zsuzsa       |
| Lovas Róbert–Kurt Hertha–Halmágyi Sándor              | 1000 Jahre deine Liebe (Végre, végre)        | T-801.342.744-7 | Koncz Zsuzsa       |
| Lovas Róbert–Halmágyi Sándor                          | Idegen utakon                                | T-801.684.771-6 | Tárkányi Tamara    |
| Lovas Róbert–Halmágyi Sándor                          | Mondd, ki után futsz                         | T-802.249.308-0 | Mátrai Zsuzsa      |
| Wolf Péter–Halmágyi Sándor-Ingeborg Branoner          | Geh, bitte geh                               | T-802.473.214-8 |                    |
| Auth Ede–Halmágyi Sándor                              | Nincs sok panasz rád                         | T-931.946.852-5 | Koncz Zsuzsa       |
| Lovas Róbert–Halmágyi Sándor                          | Nem kellemes neki                            |                 | Mátrai Zsuzsa      |
| Latzin Norbert–Oroszlán Gábor–Halmágyi Sándor         | Csupa víz vagyok                             |                 | Bergendy Együttes  |
| Jean Michel Legrand–Bradányi Iván–Halmágyi Sándor     | Hogyha kell, én ezer évig várok rád          |                 | Vámosi János       |
| Auth Ede–Halmágyi Sándor                              | Jól megjártam régen, elcsúsztam a jégen      |                 | Toldy Mária        |
| Halmágyi Sándor                                       | Csípje meg a kánya                           |                 | Poór Péter         |
| Tomsits Rudolf–Halmágyi Sándor                        | Egész jó                                     |                 | Mátrai Zsuzsa      |
| Domby Pál–Hamrán Aurél–Halmágyi Sándor                | Mindig így lesz most már                     |                 | Bencze Márta       |
| Tomsits Rudolf–ifj Kalmár Tibor–Halmágyi Sándor       | Mostantól sírjon az a másik                  |                 | Poór Péter         |
| Wolf Péter–Halmágyi Sándor                            | Semmi baj                                    |                 | Harangozó Teréz    |
| Halmágyi Sándor                                       | Sóhaj                                        |                 | Kovács Kati        |
| Jeff Barry–Eleanor Greenwich– Halmágyi Sándor         | Szomorú lány                                 |                 | Kovács Kati        |
| Turán László–Halmágyi Sándor                          | Ultra dal                                    |                 | Pa-dö-dö           |
| Jean Michel Legrand–Demy Jaques Louis–Halmágyi Sándor | Ami elmúlt                                   |                 | Tárkányi Tamara    |
| Idrányi Iván–Halmágyi Sándor                          | Csak az igazat                               |                 | Kovács Kati        |
| Auth Ede–Halmágyi Sándor                              | Csavarogni kéne egyet                        |                 | Aradszky László    |
| Arno Arutjanovics Babajanian–Halmágyi Sándor          | Hideg a víz                                  |                 | Koós János         |
| Tomsits Rudolf–Halmágyi Sándor                        | Késő bánat                                   |                 | Máté Péter         |
| Kovács István–Halmágyi Sándor                         | Magadra vess                                 |                 | Tárkányi Tamara    |
| Tomsits Rudolf–Halmágyi Sándor                        | Pajtás                                       |                 | Soltész Rezső      |